# Унпатар-Напириша
Унпатар-Напириша — царь Элама, правил приблизительно в 1240 — 1235 годах до н. э. Племянник Унташ-Напириши. Отец последнего Пахиришшан II ? брат Унташ-Напириши был, вероятно, управителем. Об Унпатар-Напирише до нашего времени ничего не дошло, кроме его имени. Известен только из списка царей составленного в царствование Шилхак-Иншушинака. Он правил недолго.
| Игехалкиды                     |                                     |                        |
| Предшественник: Унташ-Напириша | царь Элама ок. 1240 — 1235 до н. э. | Преемник: Китен-Хутран |